# Echobos

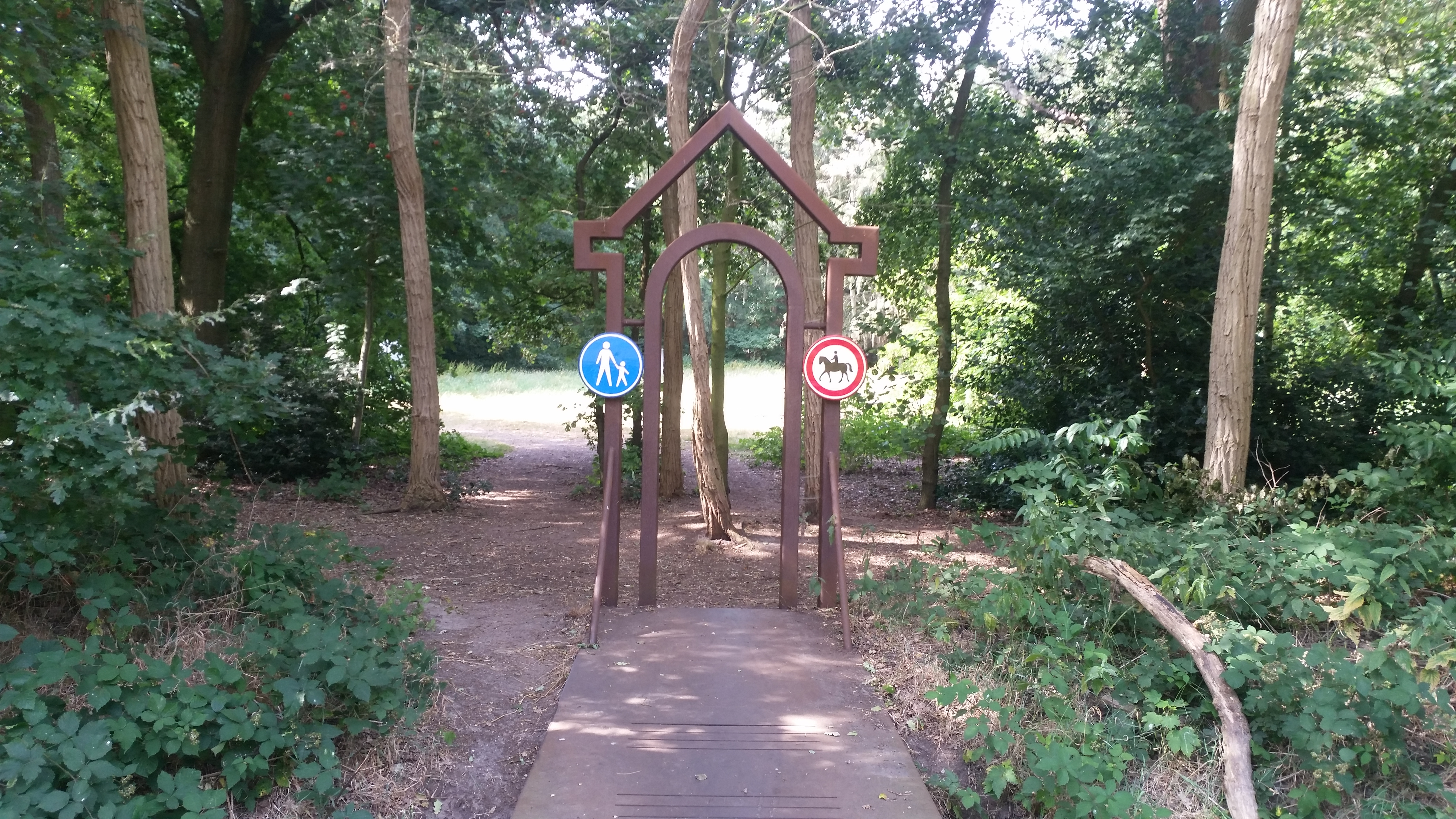
Ingang Echobos aan Dijkweg

Het Echobos is een bebost terrein aan de westrand van het dorp Muiderberg.
Het bos is onderdeel geweest van de terreinen behorende bij het voormalige buiten Rustrijk.
Het bos zelf is omstreeks 1800 aangelegd en 'vernoemd' naar de aldaar aanwezige echomuur.
Ten zuidwesten van het bos ligt de Nederlands-Joodse begraafplaats.

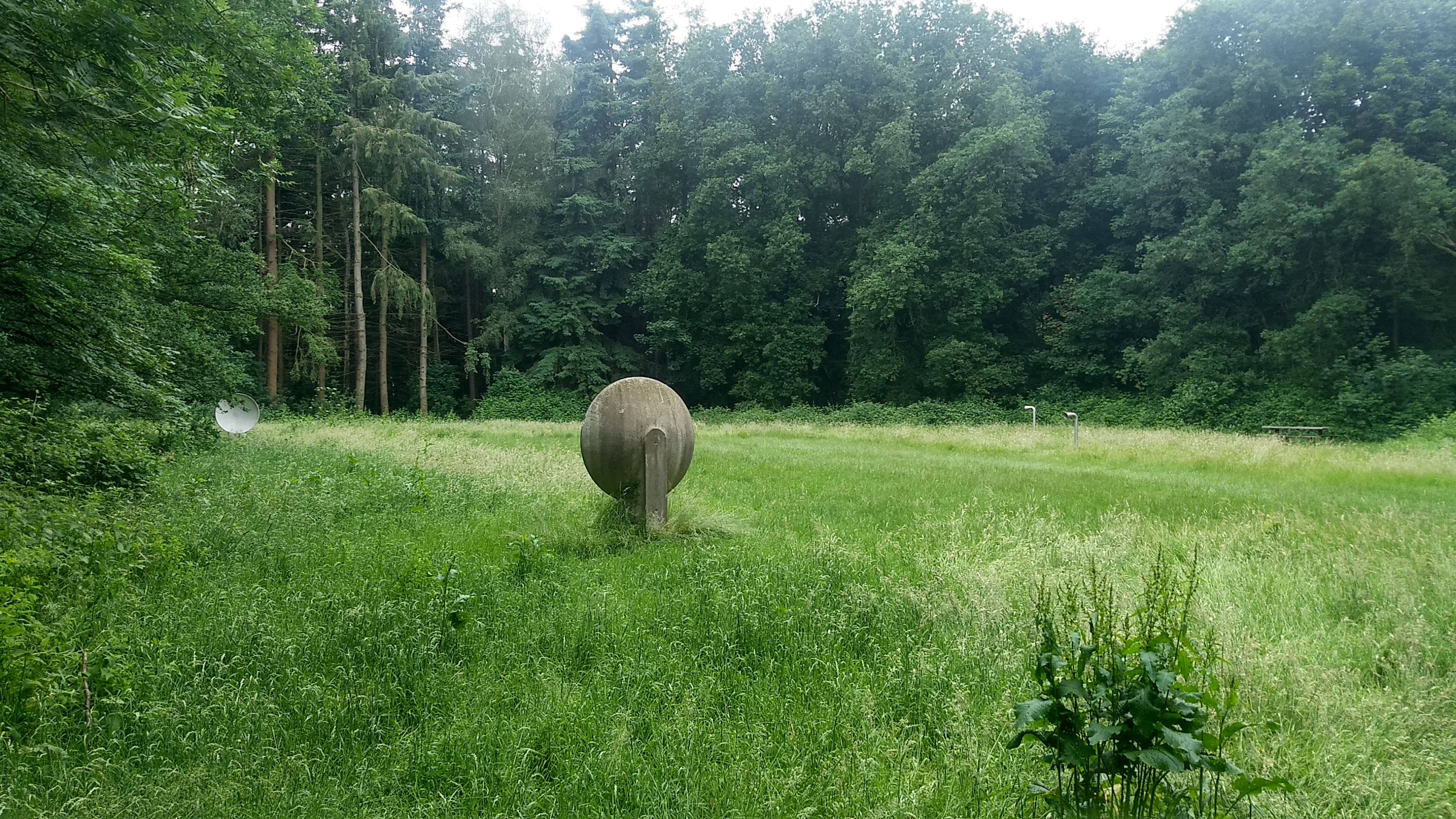
Speelweide met akoustische spiegels en spreekbuizen

In het 7 hectare grote parkbos komen vrij veel oude beuken, eiken en lindes met natuurlijke holtes voor. Ook staan er esdoorns, robinia’s, lijsterbessen, hulstbomen en meidoorns, op de bosgrond groeien stinzenplanten.
Iets ten noorden van de echomuur is een speelweide met een paar akoestische reflectoren en een aantal spreekbuizen.